# Минина, Елена Леонидовна
Елена Леонидовна Ми́нина (в дев. Долгова; 15 февраля 1957, Москва — 3 апреля 2018, Москва) — российский минералог и историк науки.

## Биография
Родилась 15 февраля 1957 года в Москве.
В 1972 году увлеклась геологией и минералогией на Школьном Факультете МГРИ (ШФ-72).
Высшее образование получила в Московском геологоразведочном институте им. С. Орджоникидзе (1980).
По распределению работала в Полярно-Уральском производственном геологическом отделении (Воркутагеология), город Воркута.
В 1984 по 1991 годах работала в секторе редких металлов Всесоюзного научно-исследовательского института минерального сырья, под руководством доктора геолого-минералогических наук И. И. Куприяновой. Изучала минералогию бериллиевых месторождений Бурятии и Дальнего Востока — Ермаковское, Вознесенское и другие.
В 1991 году защитила кандидатскую диссертацию по теме «Типоморфизм слюд грейзеновых месторождений Вознесенского рудного поля».

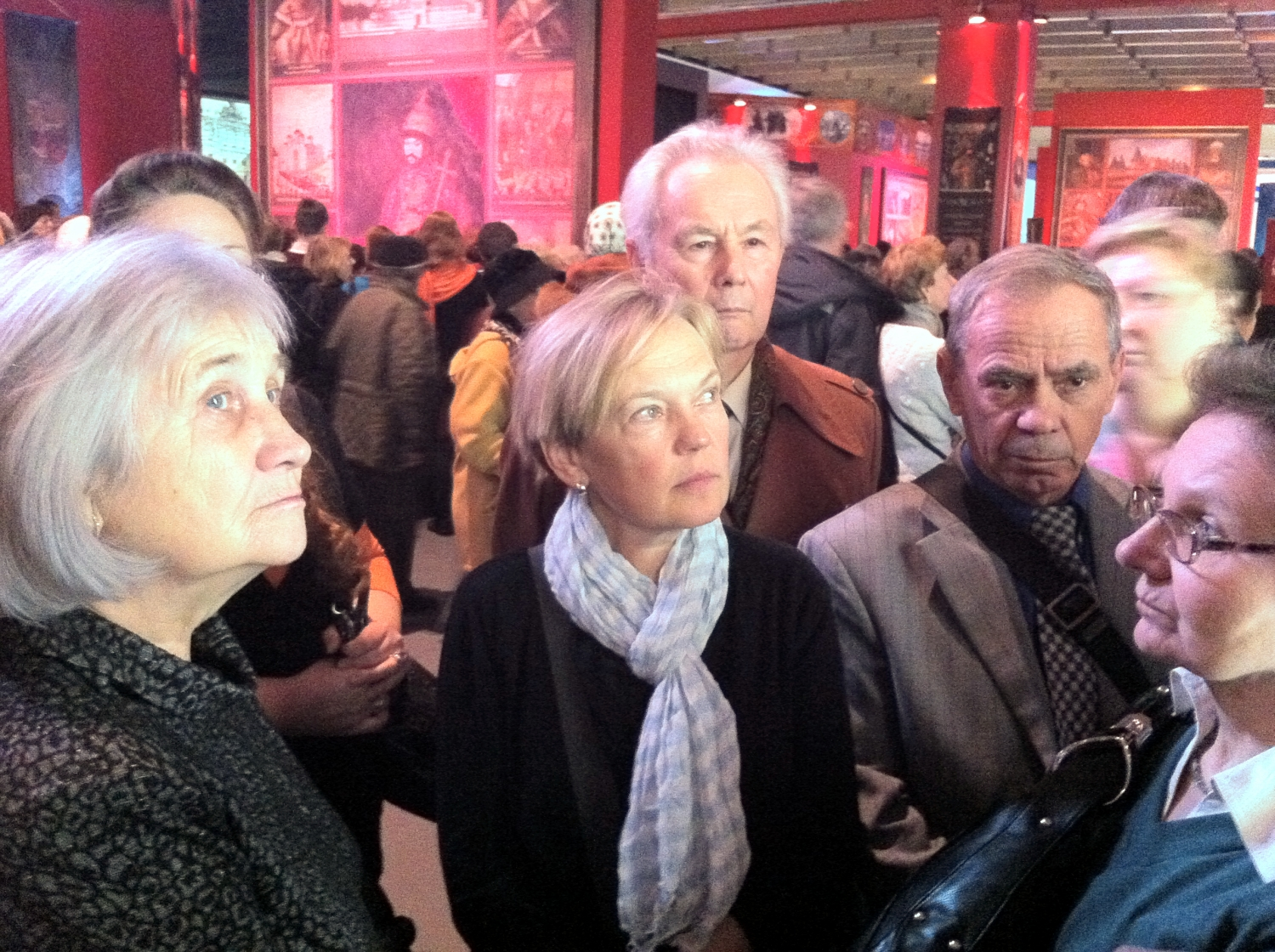
На выставке, ноябрь 2013 года

С 1991 года работала в Государственном Геологическом музее имени В. И. Вернадского РАН. Работала минералогом, ведущим научным сотрудником, заместителем директора по комплектации минералогических коллекций и занималась историей геологии. Являлась специалистом в области истории минералогических коллекций XIX — начала XX веков, работала в архивах в России и Франции, была автором статей и книг о минералогических коллекциях князей Гагариных (2010), Л. П. Прохоровой (2013) и графа А. Ф. Келлера (2014).
В 2010—2012 годах принимала участие в написании биографий французских учёных и минералогов для монографии «Иностранные члены Российской академии наук. XVIII—XXI в.: Геология и горные науки».
Скончалась 3 апреля 2018 года в Москве.

## Членство в организациях
- 2007 — Российское минералогическое общество (РМО)[5], уполномоченный представитель РМО в Геологическом Музее им. В. И. Вернадского РАН[6]
- 2008 — Международная комиссия по истории геологических наук (INHIGEO)[7][8]

## Библиография

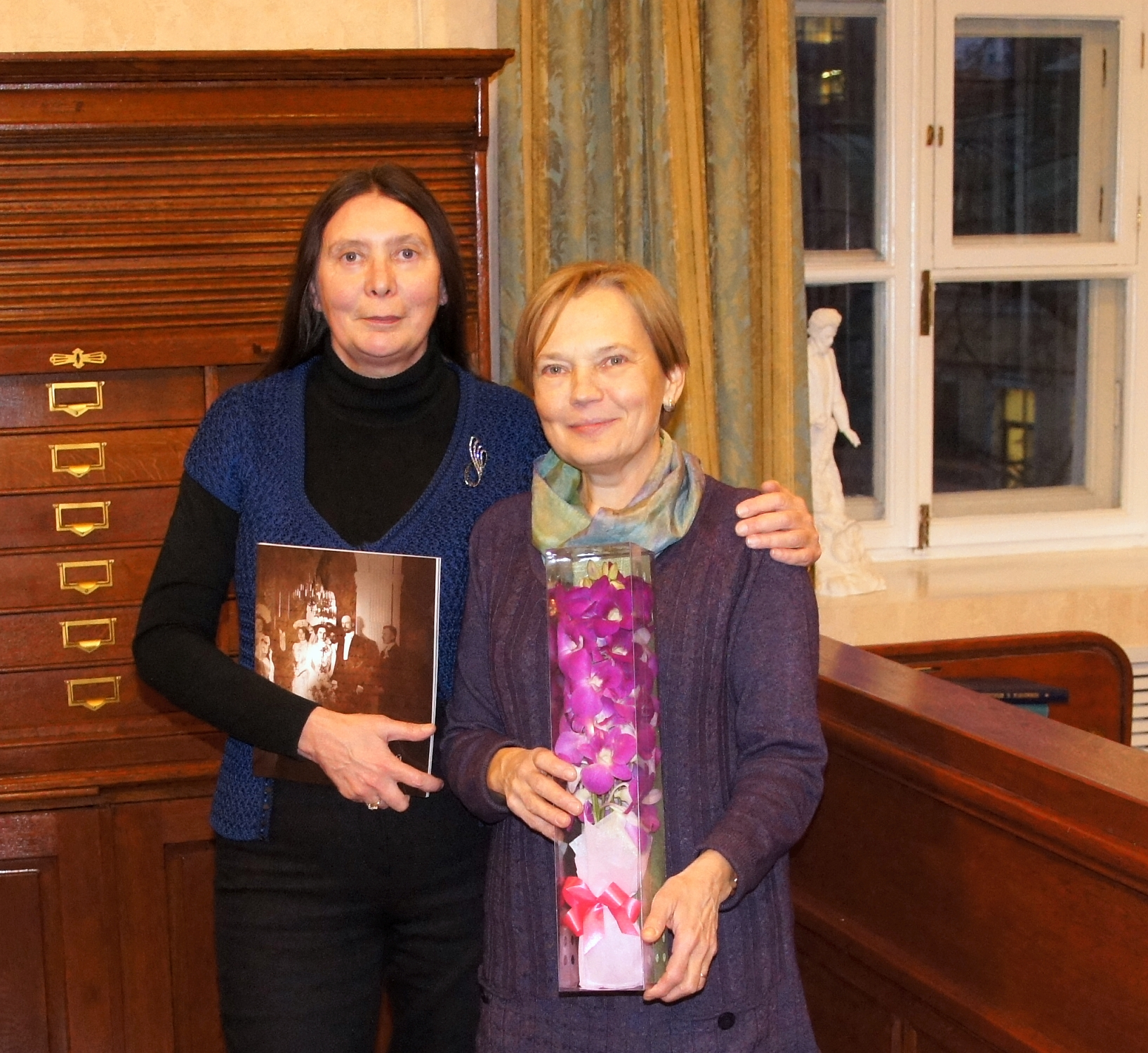
На презентации книги, 2013